# Corina Căprioriu
Corina Căprioriu, född den 18 juli 1986 i Lugoj, Rumänien, är en rumänsk judoutövare.
Hon tog OS-silver i damernas lättvikt i samband med de olympiska judotävlingarna 2012 i London.